# Asteia longistylus
Asteia longistylus är en tvåvingeart som beskrevs av Masahiro Sueyoshi 2003. Asteia longistylus ingår i släktet Asteia och familjen smalvingeflugor. Inga underarter finns listade i Catalogue of Life.